# Dosimetri
Strålningsdosimetri eller dosimetri är läran om hur joniserande strålning deponerar/frigör energi i vävnad eller annan materia samt hur energideponeringen kan kvantifieras genom mätning eller beräkning. Det är en vetenskaplig disciplin inom medicinsk strålningsfysik.

## Användningsområden
Den absorberade strålningsenergin i ett visst material står i relation till både strålningsmängden och strålningens påverkan av materialet. Därför kan storheter som absorberad dos användas både för att kvantifiera strålningen och till riskuppskattningar. Dosimetri används vid strålbehandling för att få en tillräckligt hög dos för behandling med så lite biverkningar som möjligt. Vid sterilisering med strålning måste en viss lägsta dos uppnås för att oskadliggöra alla mikroorganismer. Inom strålskydd används dosimetri för både individuell riskuppskattning och som underlag för optimering av verksamheten med strålning.

## Teori
Dosimetrins teori bygger dels på definitionerna av dosimetriska storheter och dels på strålningens växelverkan. Storheten absorberad dos i en viss typ av materia är exempelvis definierad som mängden strålningsenergi per massenhet som absorberats i en given punkt i materian. I praktiken absorberas emellertid ingen energi i en punkt utan genom växelverkningar med partiklar. Därför betraktas en infinitesimal volym runt den tänkta punkten och den absorberade dosen beräknas som skillnaden mellan, i volymen, infallande och utfallande strålningspartiklars energi. För absorberad dos görs även korrektion för ändring av viloenergi för partiklarna i volymen.

### Stokastisk beskrivning
Absorberad dos och de flesta andra storheter inom dosimetri beskriver bara hur mycket energi som har absorberats men inte hur den har absorberats. Strålningspartiklarnas fördelning och växelverkningar är emellertid slumpmässiga, stokastiska, till sin natur och det finns därför inte någon deterministisk relation mellan de enskilda processerna och de sökta storheterna. Kunskap om de enskilda växelverkansprocesserna som leder till absorption av strålning är dock nödvändig för alla dosimetriska modeller.

#### Processer för absorption av strålningsenergi
Joniserande strålning absorberas primärt genom excitation och jonisation av atomära elektroner samt olika former av reaktioner med atomkärnor. Samtliga dessa reaktioner kan dock ge upphov till sekundär strålning som antingen kan absorberas via upprepad växelverkan eller passera ut ur mediet. För dosimetri är det de reaktioner som ger upphov till lokalt absorberad strålning, i betydelsen att energin har överförts till tillstånd och rörelser som ej ger upphov till ytterligare jonisationer, som är intressant. 

#### Mikrodosimetri
I en tillräckligt liten volym är inte absorberad dos definierad över tid och rum. Istället erhålls en fördelning av absorberade energier beroende på de underliggande växelverkningarna. Inom mikrodosimetri används statistiska storheter för att beskriva den lokalt absorberade energin i volymer av samma storleksordning som exempelvis mänskliga celler.

#### Monte Carlo-simulering
Genom att simulera växelverkningar för ett stort antal strålningspartiklar i ett medium kan både mikrodosimetriska storheter och deterministiska storheter som exempelvis absorberad dos beräknas.

### Deterministisk beskrivning
På samma sätt som exempelvis temperatur är absorberad dos en makroskopisk och deterministisk storhet som både sammanfattar och säger något mer än de slumpmässiga, mikroskopiska processer den grundar sig på.

#### Strålfält
Samtliga strålningspartiklar i en viss bestrålningssituation, såväl primära som via växelverkningar genererade, kan ges en deterministisk och makroskopisk beskrivning kallad strålfält. Egentligen är strålfältet den modell av strålningen som ges av ett antal storheter för strålningens täthet, energifördelning, riktningsfördelning och förändring. 
- Fluens betecknar antalet strålningspartiklar av ett visst slag som passerar per areaenhet genom ytan på en tänkt sfär runt punkten där fluensen mäts.
- Flödestäthet är fluens per tidsenhet.
- Energifluens är fluensen gånger den kinetiska energi hos strålningspartiklarna.

Samtliga storheter kan definieras per partikelslag, partikelenergi och strålningsriktning.
Om storheterna är kända kan de användas för beräkning stråldos. Under antagande om vissa värden på storheterna kan dosimetriska modeller utformas. Oftast är strålfältets storheter emellertid inte kända. Då kan relationerna till stråldos istället användas för bestämning av strålfältet genom upprepade mätningar i tid och rum. Detta tillvägagångssätt är praktiskt användbart som underlag för kommande dosberäkningar inom strålbehandling eller riskuppskattning vid strålskyddsarbete.

#### Strålningsjämvikt
Eftersom absorptionen av strålning förändrar strålfältet blir det svårt att formulera modeller som lämpar sig för direkta dosberäkningar. Emellertid kan en viss typ av strålning antas vara opåverkad av absorptionen, så till vida att tätheten och rörelsen hos strålningspartiklarna är konstant i tid och rum inom en begränsad volym. Villkoret kallas för strålningsjämvikt. Det extrema fallet med total strålningsjämvikt uppstår bara om produktionen och absorptionen av strålning är lika stor och homogent fördelad. Annars gäller det bara grovt approximativt i en mycket begränsad volym. Av större nytta är laddad partikeljämvikt som betecknas CPE efter engelskans charged particle equilibrium. I ett fotnonbestrålat medium innebär CPE att flödet av de joniserade elektronerna (både de som joniserats primärt av de infallande fotonerna och de som joniserats sekundärt av andra elektroner eller övriga sekundära partiklar) är det samma in respektive ut ur en given volym.

#### Kavitetsteorier
Det finns ingen metod för direkt mätning av dosen i ett visst medium. Istället mäts någon fysikalisk storhet som står i relation till dosen i mätinstrumentet, dosimetern. Mätinstrumentets material kan därför betraktas som ett hålrum - en kavitet - i mediet där dosen skall mätas. Vad som krävs är kännedom om relationen mellan dosen till kaviteten och det omgivande mediet. Under förutsättning att kaviteten är liten förhållande till de korsande elektronernas räckvidder och att den inte nämnvärt stör fluensen av elektroner gäller Bragg-Grays kavitetsteori som innebär att kvoten mellan dosen i kaviteten och det omgivande mediet är den samma som mellan massbromsförmågan för elektroner I högatomära material gäller inte antagandet om elektronernas räckvidd. I 'Burlins kavitetsteori ges istället kvoten mellan doserna som ett uttryck som även beror av kvoten mellan kavitetens och det omgivande materialets massenergiabsorptionskoefficienter.

#### Gränsskiktsdosimetri
De flesta kavitetsteorier gäller bara under förutsättning att en teorin fundamental strålningsjämvikt är uppfylld. I praktiken är denna förutsättning problematisk av flera skäl. 
- Dosimeterns material och utformning kan störa jämvikten.
- Strålfältet eller det omgivande mediet är inte tillräckligt homogent.
- Mätgeometrin kan vara sådan att dosimetern är invid eller nära ett gränsskikt mellan olika material och dosimetern kan därför inte betraktas som en kavitet i ett medium.

Dosberäkningar vid diskontinuerlig strålningsgeometri kallas för gränsskiktsdosimetri och bygger på modeller utifrån fundamentala växelverkningar eller resultat från Monte Carlo-simuleringar.

## Historik
Den första detektionen av joniserande strålning gjordes  8 november 1895 av Wilhelm Conrad Röntgen för strålning alstrad från ett röntgenrör. 1 mars 1896 detekterade Henri Becquerel  strålning alstrad av radioaktiva ämnen . I februari 1896 rapporterades i tidskriften “The Electrician” att en elektrisk urladdning erhölls vid exponering av röntgenstrålar och samma år visade J.J. Thomson att luft blev elektriskt ledande vid exponering av röntgenstrålar
. Tillsammans med Ernest Rutherford uppställde han hypotesen att strålningen frigjorde laddade partiklar från luftmolekylerna. 1897 försökte Friedrich Ernst Dorn kvantifiera den av röntgenstrålningen absorberade energin med kalorimetri men i övrigt var de flesta dosimetriska metoder i strålningsvetenskapens barndom relativa så tillvida att de inte kvantifierade någon känd storhet för strålningen. De indirekta effekter som utnyttjades var svärtning av film eller annan färgförändring till följd av kemisk påverkan, fluorescens och rodnad på exponerad hud. Exempelvis skapade Guido Holtzknecht 1902 en Kromoradiometer för användning vid strålbehandling. Tekniken var kemisk färgförändring men mätskalan relaterade till gränsen för hudrodnad till följd av strålexponering. Skalan fick enheten Holtzknecht (H).

### Medelabsorberad energi
1900 formaliserade Rutherford teorin för den strålningsenergi som i medeltal absorberas vid bildandet av ett jonpar, W (observera att detta inte är samma energi som jonisationspotentialen). Det är nödvändigt att känna till W för att kunna göra en absolut bestämning av den absorberade dosen i relation till den jonisation den åstadkommer. 1909 uppmättes W för alfastrålning i luft av Hans Geiger till 35 eV per jonpar vilket senare bekräftades av flera oberoende forskargrupper. Värden i samma storleksordning erhölls även för andra strålslag och 1930 presenterade Hans Bethe ett teoretiskt beräknat värde på 32 eV per jonpar i luft . Idag vet man att W varierar något för olika strålslag. För betastrålning är värdet 33,95.

### Exposition
Metod och instrument för mätning av jonisationstätheten föreslogs av Paul Ulrich Villard 1908 och av Leo Szilard 1914. De av strålning bildade jonparen samlades in med hjälp av en spänning och laddningen mättes. Registrerad laddning per massenhet (C/kg) i luft tilldelades 1928 enheten Röntgen (R). Storheten för denna enhet fick emellertid sitt namn 
Exposition (En:Exposure) först 1962 men hade kallats Exposure dose sedan 1956.

### Absorberad dos och KERMA
Absorberad dos fick en strikt definition först 1953 och KERMA (kinetic energy released per unit mass) 1962.

### Kavitetsteorier
William Henry Bragg diskuterade 1912 möjligheten att använda jonisationen i en mycket liten gasvolym som mått på densiteten av betastrålning i det omgivande mediet. Poängen är att man vill mäta dosen i ett visst medium det man faktiskt mäter är någon fysikalisk storhet som står i relation till dosen i mätistrumentet. Mätinstrumentets material kan därför betraktas som ett hålrum - en kavitet - i mediet där dosen skall mätas. Vad som krävs är kännedom om relationen mellan dosen till kaviteten och det omgivande mediet. Louis Harold Gray formaliserade 1928 Braggs idéer oberoende av Bragg men gav denne erkännande i sin experimentellt underbyggda publikation från 1936. Teorin, som bygger på att kvoten mellan dosen i kaviteten och det omgivande mediet är den samma som mellan massbromsförmågan för elektroner, har därför kommit att kallas Bragg-Grays kavitetsteori Teorin gäller under förutsättning att kaviteten är liten förhållande till de korsande elektronernas räckvidder och att den inte nämnvärt stör fluensen av elektroner. 1955 presenterade L.V. Spencer och Frank Herbert Attix som skiljer mellan lokalt bromsade elektroner och elektroner med lång räckvidd. I högatomära material gäller inte antagandet om elektronernas räckvidd i Bragg-Gray teorin. Ett försök att komma tillrätta med detta problem gjordes 1966 av T.E. Burlin med ett uttryck där kvoten mellan doserna även beror av kvoten mellan kavitetens och det omgivande materialets massenergiabsorptionskoefficienter.

## Viktiga storheter
Absorberad dos som har enheten gray (Gy) motsvarar för 1 Gy en absorberad energi av 1 joule per kilogram. För uppskattning av långsiktiga risker som strålningsinducerad cancer används storheten effektiv dos med enheten sievert (Sv). Andra icke SI-enheter förekommer också där rad och rem är vanligt förekommande enheter. Per definition, 1 Gy = 100 rad och 1 Sv = 100 rem.

### Effektiv dos
Distinktionen mellan absorberad dos (Gy) och effektiv dos (Sv) är baserad på de biologiska effekter av strålningen i fråga och vilken vävnad som bestrålas. För olika sorters strålning kan den absorberade dosen (mätt i Gy) ha väldigt olika biologiska konsekvenser. Därför har en strålningsviktad faktor (betecknad wr) och vävnad/organ-viktad faktor (WT) tagits fram som jämför den relativa biologiska effekten av olika sorters strålning och känsligheten för olika organ.

#### Dosviktade faktorer för organ
Per definition är den viktade faktorn för hela kroppen 1 så att 1 Gy strålning till hela kroppen (dvs. en jämnt fördelad dos över hela kroppen) är lika med en sievert (för fotoner med en strålningsviktad faktor 1, se nedan). Därför måste viktfaktorn för varje organ summera till 1 eftersom enheten gray är definierad per kilogram och har därför bara en lokal effekt. Som tabellen nedan visar är 1 gray (fotoner) på könskörtlarna ekvivalent med 0.08 Sv över hela kroppen.
| Organ eller vävnad                         | WT   |
| ------------------------------------------ | ---- |
| Benmärg, Bröst, Lungor, Magsäck, Tjocktarm | 0.12 |
| Könskörtlar                                | 0.08 |
| Lever, Matstrupe, Sköldkörtel, Urinblåsa   | 0.04 |
| Benytor, Hjärna, Hud, Spottkörtlar         | 0.01 |
| Övriga organ                               | 0.12 |

#### Strålningsviktade faktorer
Per definition har röntgenstrålar och gammastrålar viktningsfaktorer av enhet, sådan att 1 Gy = 1 Sv (för bestrålning av hela kroppen). Värden för wr är så höga som 20 för alfapartiklar och neutroner, dvs. för samma absorberade dos i Gy är alfapartiklar 20 gånger mer biologiskt kraftig än gammastrålning.

### Dos mot aktivitet
Strålningsdos refererar till mängden energi deponer i materia och/eller biologiska effekter av strålning och ska därför inte blandas ihop med enheten för radioaktivt sönderfall (becquerel, Bq). Exponeringen av en radioaktiv källa kommer att ge en dos som är beroende på dess aktivitet, tiden för exponering, energin av den emitterade strålningen samt avståndet till strålningskällan. Dosekvivalenten är därför beroende på viktfaktorn ovan. Dos är ett mått av deponerad dos och kan därför aldrig gå ner — borttagning av strålningskällan kan endast reducera förändringshastigheten av den absorberade dosen, aldrig den totala absorberade dosen.

## Bakgrundsdosen
Den genomsnittliga bakgrundsdosen för en människa är ungefär 3.5 mSv per år.  Största delen kommer från kosmisk strålning och naturliga isotoper i jorden. Den enskilt största strålningskällan för exponering av allmänheten är den naturligt förekommande gasen radon som står för approximativt 55% av den årliga bakgrundsdosen. Det uppskattas att radon står för 10% av alla fall av lungcancer i USA.

## Mätning av dos
Det finns flera sätt att mäta doser från joniserande strålning. Arbetare som dagligen kommer i kontakt med radioaktiva substanser brukar bära en dosimeter. Utrustningen som används inom radioterapi kalibreras rutinmässigt genom att använda en jonisationskammare.

### Standarder för dosimetri
Eftersom människokroppen till ungefär 70% består av vatten och har en genomsnittlig densitet nära 1 g/cm3, beräknas och kalibreras dosen mot vatten.
Nationella standardlaboratorier som exempelvis NPL tillhandahåller kalibreringsfaktorer för joniersingskammare och andra instrument för att konvertera instrumentets utdata till absorberad dos. I Sverige är Riksmätplats för joniserande strålning vid Strålsäkerhetsmyndigheten det nationella standardlaboratoriet för dosimetri.